# Leśny ogród botaniczny w Tharandt
Leśny ogród botaniczny w Tharandt (niem. Forstbotanischer Garten Tharandt) – ogród dendrologiczny zlokalizowany w Tharandt w Saksonii (Niemcy).

## Historia

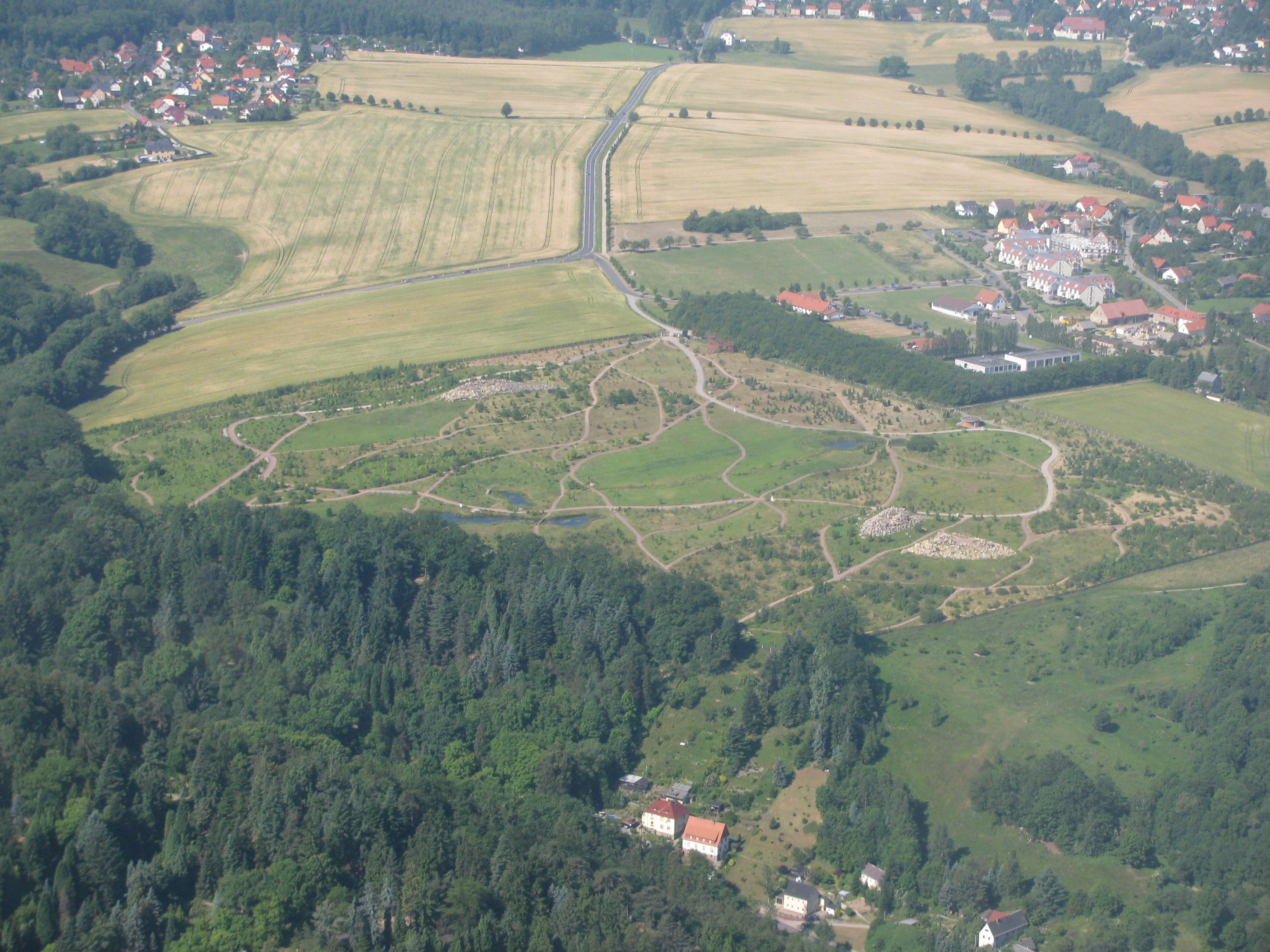
Widok lotniczy (starodrzew na pierwszym planie)

W 1811 Johann Heinrich Cott założył ogród (1,7 na) wraz z ośrodkiem szkolenia leśnego. Z tego czasu pochodzą najstarsze drzewa na terenie parku. W 1815 nastąpiło pierwsze poszerzenie terenów ogrodu o okolice potoku Zeisigbach, celem poprawy zaopatrzenia w wodę. W 1816 prywatna szkoła leśna Cotta została podniesiona do rangi Królewskiej Saksońskiej Akademii Leśnej. W 1831 rozszerzono ogród do powierzchni 11 hektarów, przyłączając płaskowyż pomiędzy miejscowościami Tharandt a Zeisiggrund (w stronę Kurortu Hartha). W 1833 botanik, prof. Adam Reum, naliczył w ogrodzie 714 gatunków i odmian roślin drzewiastych. W 1842 wzniesiono Schweizerhaus, pierwszy budynek dydaktyczny na terenie parku (obecnie Sylvaticon, leśne muzeum botaniczne, sklep i sala koncertowa). W 1851 odsłonięto popiersie Cotta, autorstwa drezdeńskiego rzeźbiarza, Ernsta Rietschela. W 1874 w ogrodzie pracę podjął Gustav Büttner, późniejszy twórca koncepcji struktury botaniczno-systematycznej ogrodu. W 1880 zbudowano nową szklarnię obok szkółki drzew w centrum ogrodu (uzupełniono ją drugą w 1951). W 1905 zorganizowano pierwsze kwatery geograficzne z roślinnością drzewiastą Kaukazu i Ameryki Północnej. Rosły tu wówczas 1643 gatunki i odmiany. Z okazji wydania pierwszego drukowanego przewodnika ogrodniczego ścieżki nazwano imionami zasłużonych botaników leśnych.
Działania II wojny światowej przetrwało jedynie 963 taksonów. W 1951 ogród rozrósł się o kolejne 7,1 hektara (stworzono głównie kwartały geograficzne). W 1997 działalność rozpoczął Sylvaticon i wybudowano kolejną szklarnię, w 1998 nabyto 15,4 hektara ziemi ornej, a w 1999 stworzono labirynt roślin. W 2001 powstała nowa część ogrodu (roślinność północnoamerykańska) i otwarto budynek socjalny. W 2003 wzniesiono most Zeisiggrundbrücke łączący części ogrodu. W 2006 w ogrodzie rosło 2970 taksonów. W 2016 otwarto Quercetum, nową szklarnię prezentującą kolekcję dębów.

## Kolekcja
Inwentarz ogrodu obejmuje 3015 gatunków drzewiastych ze 182 rodzin (stan na 10 stycznia 2007). Jest to jedna z największych kolekcji tego typu w Europie. Ponadto ogród jest najstarszym arboretum na świecie, dzięki czemu zarówno wiek, jak i rozmiary niektórych drzew z okresu założenia mają wyjątkową wartość naukową i kulturową. Na szczególną uwagę zasługują kolekcje Aceraceae, Fagaceae i Pinaceae, a także Sorbus. Reprezentują one najbardziej obszerne kolekcje tych taksonów w Niemczech. Ponadto w ogrodzie uprawia się i rozmnaża rzadkie oraz zagrożone gatunki roślin. Ten materiał roślinny pochodzi z naturalnych lokalizacji w Rudawach i Vogtlandzie i dlatego ma dużą wartość z punktu widzenia zachowania bioróżnorodności.
Dokumentacja zasobu prowadzona jest za pomocą systemu informacji ArborView 2000, opracowanego we własnym zakresie. System ten został zaadaptowany przez inne ogrody botaniczne.

## Stowarzyszenie
W 1994 powstało stowarzyszenie Förderverein Forstbotanischer Garten Tharandt e. V., które wspiera ogród akcjami edukacyjnymi, public relations i atrakcyjnym rozmieszczaniem roślin towarzyszących. W 1998 stowarzyszeniu udało się nabyć 15,4 ha ziemi, które następnie udostępniło na rozbudowę parku.

## Galeria

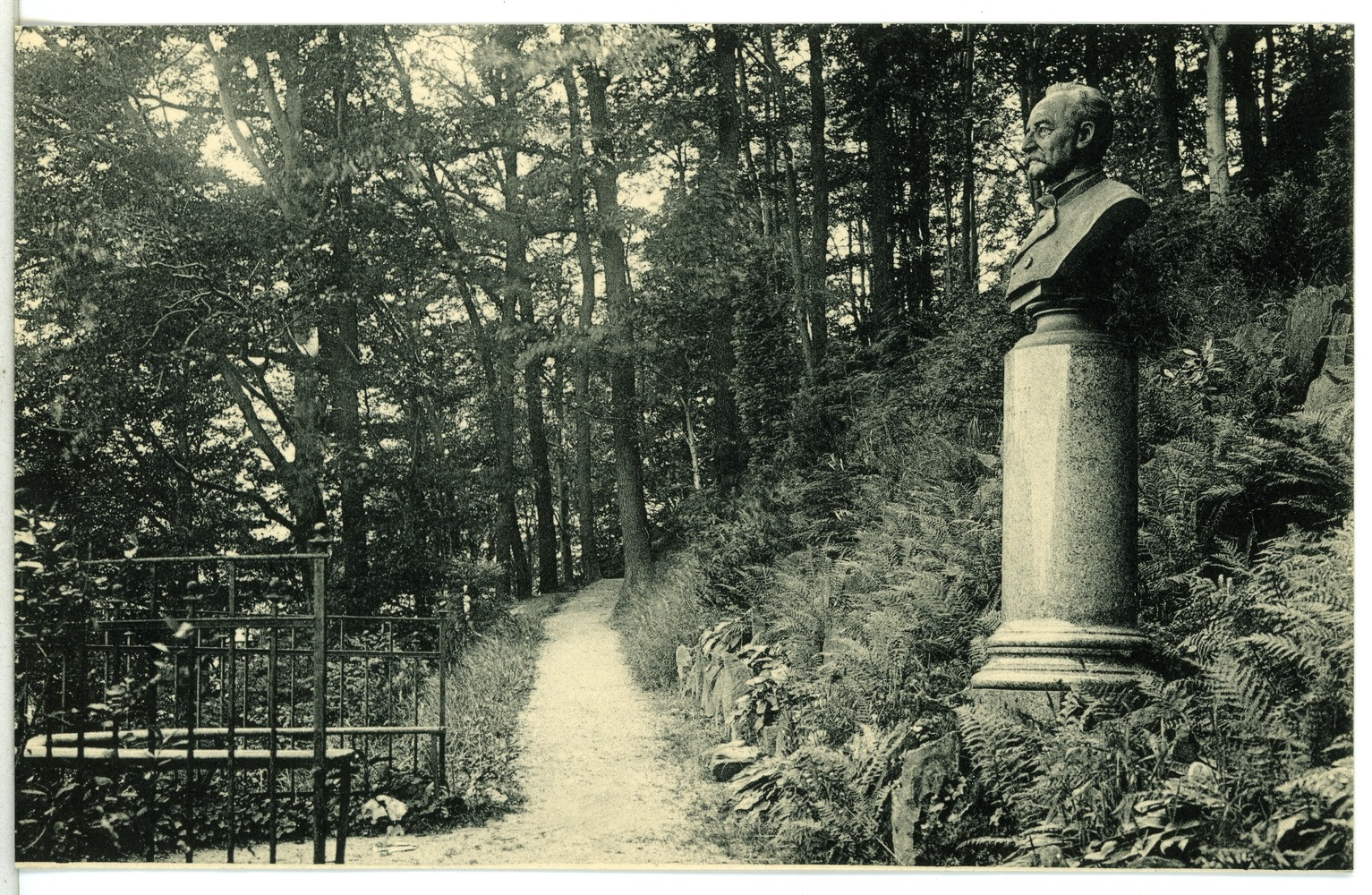
Fragment ogrodu w 1911
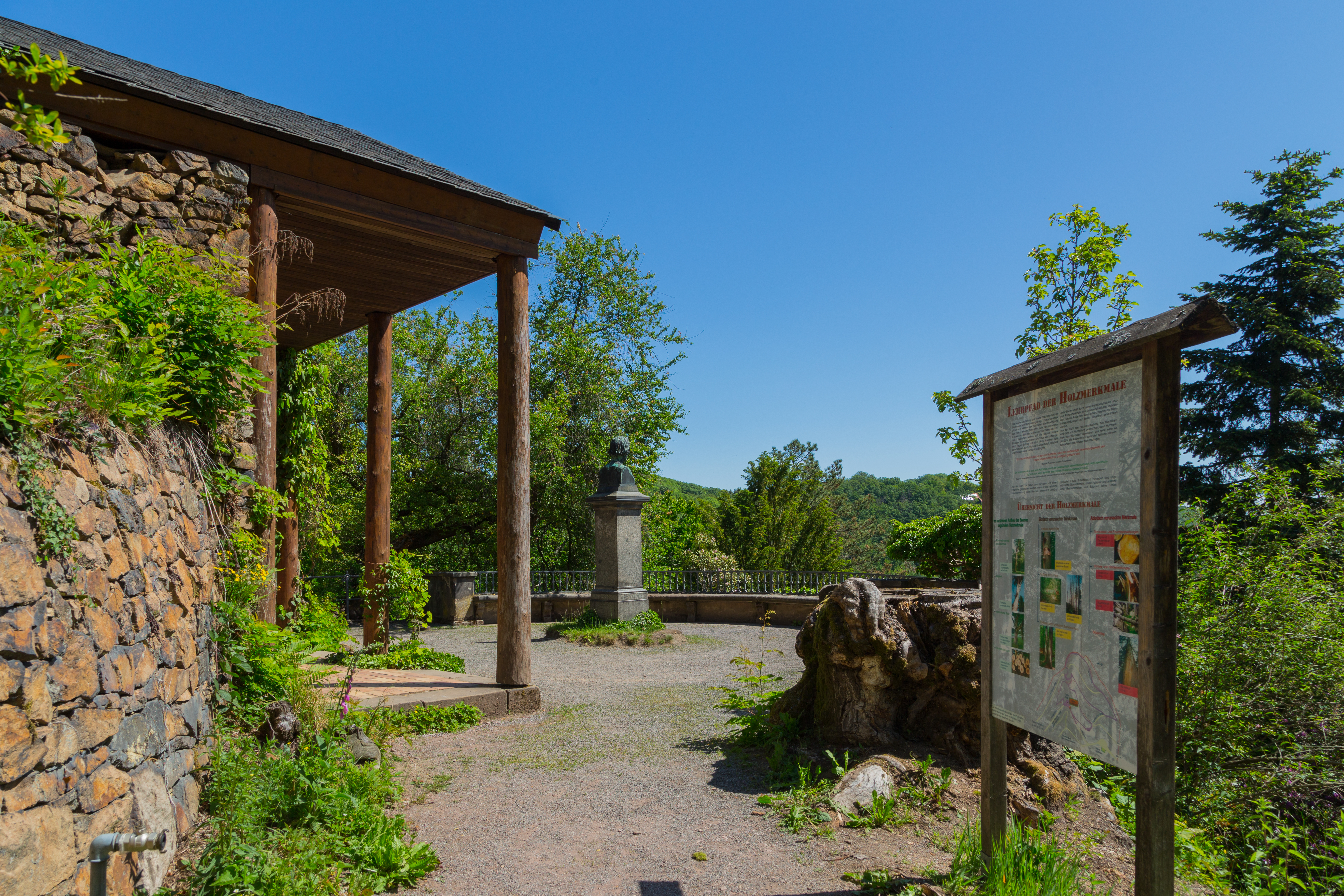
Punkt widokowy
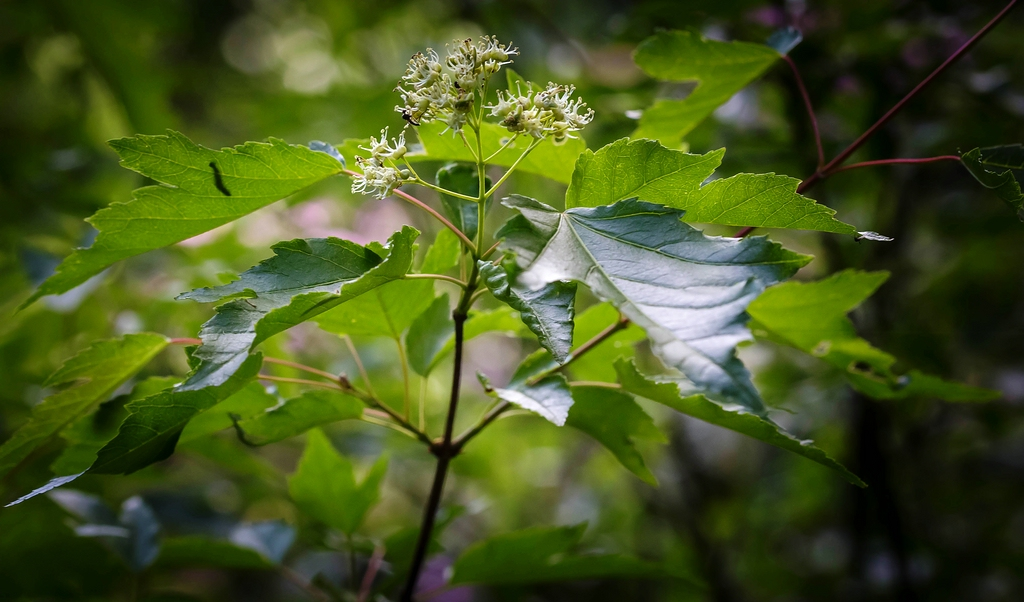
Klon ginnala w ogrodzie